# Kisunyom
Kisunyom is een plaats (község) en gemeente in het Hongaarse comitaat Vas. Kisunyom telt 385 inwoners (2001).